# Warrior (film)
Warrior är ett amerikanskt sport/dramafilm från 2011

## Handling
I filmen får vi följa livet i en dysfunktionell familj där alla är kampsportare. Den yngre brodern Tommy Conlon (Tom Hardy) flyttar hem till sin far, den före detta boxaren, Paddy (Nick Nolte) för att denne ska kunna träna honom inför en stor turnering. Samtidigt försöker den äldre brodern och läraren Brendan Conlon (Joel Edgerton) hitta en lösning på sina och hans fru Tess (Jennifer Morrison) ekonomiska problem. Han måste kanske börja slåss igen för att få in pengar till familjen.

## Om filmen
Warrior regisserades av Gavin O'Connor, som även var inblandad i skrivandet av filmens manus och produktionen. 
Nick Nolte nominerades till en Oscar för bästa manliga biroll för sin insats som den före detta boxaren Paddy Conlon.

## Rollista (urval)
| Joel Edgerton         | – Brendan Conlon |
| Tom Hardy             | – Tommy Conlon   |
| Nick Nolte            | – Paddy Conlon   |
| Jennifer Morrison     | – Tess Conlon    |
| Frank Grillo          | – Frank Campana  |
| Kevin Dunn            | – Zito, rektor   |
| Maximiliano Hernández | – Colt Boyd      |
| Noah Emmerich         | – Dan Taylor     |